# Ski-Orientierungslauf-Weltmeisterschaften 2004
Die 15. Ski-Orientierungslauf-Weltmeisterschaften fanden vom 9. Februar bis 16. Februar 2004 in der Gegend um Åsarna und Östersund, Schweden statt.

## Herren

### Sprint
| Platz | Land | Athlet            | Zeit      |
| ----- | ---- | ----------------- | --------- |
| 1     | RUS  | Eduard Chrennikow | 13:52 min |
| 2     | SWE  | Bengt Leandersson | 14:01 min |
| 3     | SWE  | Peter Arnesson    | 14:02 min |
| 4     | RUS  | Ruslan Grizan     | 14:04 min |
| 5     | FIN  | Jukka Lanki       | 14:07 min |
| 6     | NOR  | Eivind Tonna      | 14:13 min |
| 6     | SWE  | Tomas Löfgren     | 14:13 min |

Titelverteidiger:  Andrei Gruzdew

Länge: 3,96 km

Höhenmeter: 115

Posten: 21

Teilnehmer: 73

### Mitteldistanz
| Platz | Land | Athlet                | Zeit      |
| ----- | ---- | --------------------- | --------- |
| 1     | SWE  | Tomas Löfgren         | 1:06:42 h |
| 2     | NOR  | Tommy Olsen           | 1:06:54 h |
| 3     | FIN  | Arto Lilja            | 1:07:28 h |
| 4     | RUS  | Ruslan Grizan         | 1:08:11 h |
| 5     | SWE  | Peter Arnesson        | 1:08:18 h |
| 6     | NOR  | Øystein Kvaal Østerbø | 1:08:21 h |

Titelverteidiger:  Eduard Chrennikow

Länge: 12,38 km

Höhenmeter: 420

Posten: 36

Teilnehmer: 68

### Langdistanz
| Platz | Land | Athlet            | Zeit      |
| ----- | ---- | ----------------- | --------- |
| 1     | RUS  | Eduard Chrennikow | 1:52:40 h |
| 2     | SWE  | Tomas Löfgren     | 1:54:39 h |
| 3     | NOR  | Tommy Olsen       | 1:54:45 h |
| 4     | RUS  | Ruslan Grizan     | 1:56:41 h |
| 5     | FIN  | Jarkko Urpalainen | 1:57:19 h |
| 6     | FIN  | Teemu Köngäs      | 1:57:34 h |

Titelverteidiger:  Matti Keskinarkaus

Länge: 23,23 km

Höhenmeter: 975

Posten: 28

Teilnehmer: 63

### Staffel
| Platz | Land | Athleten                                                         | Zeit      |
| ----- | ---- | ---------------------------------------------------------------- | --------- |
| 1     | RUS  | Wassili Glucharew Andrei Gruzdew Ruslan Grizan Eduard Chrennikow | 2:21:08 h |
| 2     | NOR  | Øystein Kvaal Østerbø Anders Hauge Eivind Tonna Tommy Olsen      | 2:22:49 h |
| 3     | FIN  | Teemu Köngäs Arto Lilja Jukka Lanki Matti Keskinarkaus           | 2:26:13 h |
| 4     | SWE  | David Andersson Bertil Nordqvist Peter Arnesson Tomas Löfgren    | 2:30:52 h |
| 5     | SUI  | Christian Böhl Peter Mosimann Pascal Messikommer Boris Fischer   | 2:36:01 h |
| 6     | EST  | Raul Kudre Margus Hallik Anders Ojandu Tõnis Erm                 | 2:40:36 h |

Titelverteidiger:  Andrei Gruzdew, Ruslan Grizan, Wiktor Kortschagin, Eduard Chrennikow

Länge: 4 Runden à 9,9 km

Höhenmeter: jew. 280

Posten: jew. 21

## Damen

### Sprint
| Platz | Land | Athlet                   | Zeit      |
| ----- | ---- | ------------------------ | --------- |
| 1     | RUS  | Tatjana Wlassowa         | 13:30 min |
| 2     | FIN  | Liisa Anttila            | 13:32 min |
| 3     | SWE  | Stina Grenholm           | 13:37 min |
| 3     | NOR  | Stine Hjermstad Kirkevik | 13:37 min |
| 5     | SWE  | Marie Lund               | 13:49 min |
| 6     | FIN  | Erja Jokinen             | 13:51 min |

Titelverteidigerin:  Lena Hasselström

Länge: 3,48 km

Höhenmeter: 95

Posten: 19

Teilnehmerinnen: 48

### Mitteldistanz
| Platz | Land | Athlet                   | Zeit      |
| ----- | ---- | ------------------------ | --------- |
| 1     | NOR  | Stine Hjermstad Kirkevik | 56:57 min |
| 2     | SWE  | Marie Lund               | 57:19 min |
| 3     | SWE  | Stina Grenholm           | 57:36 min |
| 4     | RUS  | Tatjana Wlassowa         | 57:37 min |
| 5     | FIN  | Liisa Anttila            | 58:36 min |
| 6     | RUS  | Natalja Tomilowa         | 58:41 min |

Titelverteidigerin:  Stina Grenholm

Länge: 9,03 km

Höhenmeter: 360

Posten: 27

Teilnehmerinnen: 46

### Langdistanz
| Platz | Land | Athlet                   | Zeit      |
| ----- | ---- | ------------------------ | --------- |
| 1     | NOR  | Stine Hjermstad Kirkevik | 1:25:55 h |
| 2     | FIN  | Hannele Valkonen         | 1:28:23 h |
| 3     | RUS  | Natalja Tomilowa         | 1:30:12 h |
| 4     | RUS  | Tatjana Wlassowa         | 1:30:57 h |
| 5     | RUS  | Irina Onischtschenko     | 1:31:01 h |
| 6     | FIN  | Erja Jokinen             | 1:31:39 h |

Titelverteidigerin:  Lena Hasselström

Länge: 15,94 km

Höhenmeter: 555

Posten: 22

Teilnehmerinnen: 43

### Staffel
| Platz | Land | Athleten                                                  | Zeit      |
| ----- | ---- | --------------------------------------------------------- | --------- |
| 1     | FIN  | Hannele Valkonen Erja Jokinen Liisa Anttila               | 1:26:23 h |
| 2     | RUS  | Irina Onischtschenko Tatjana Wlassowa Natalja Tomilowa    | 1:28:26 h |
| 3     | SWE  | Ida Wikström-Holmgren Marie Lund Stina Grenholm           | 1:28:28 h |
| 4     | CZE  | Barbora Chudikova Zuzana Stehnova Eva Bohmova             | 1:37:26 h |
| 5     | LTU  | Ramunė Arlauskienė Vilma Rudzenskaite Jolanta Sulciene    | 1:46:56 h |
| 6     | BUL  | Iljana Schandurkowa Antonija Grigorowa Teodora Maltschewa | 2:05:00 h |

Titelverteidigerinnen:  Irina Onischtschenko, Natalja Tomilowa, Tatjana Wlassowa

Länge: 3 Runden à 6,5 km

Höhenmeter: jew. 195

Posten: jew. 16

## Medaillenspiegel
| Platz | Land     | Gold | Silber | Bronze | Gesamt |
| ----- | -------- | ---- | ------ | ------ | ------ |
| 1     | Russland | 4    | 1      | 1      | 6      |
| 2     | Norwegen | 2    | 2      | 2      | 6      |
| 3     | Schweden | 1    | 3      | 4      | 8      |
| 4     | Finnland | 1    | 2      | 2      | 5      |

## Erfolgreichste Teilnehmer
| Platz | Athlet/in                | Gold | Silber | Bronze | Gesamt |
| ----- | ------------------------ | ---- | ------ | ------ | ------ |
| 1     | Eduard Chrennikow        | 3    | -      | -      | 3      |
| 2     | Stine Hjermstad Kirkevik | 2    | -      | 1      | 3      |
| 3     | Liisa Anttila            | 1    | 1      | -      | 2      |
| 3     | Tomas Löfgren            | 1    | 1      | -      | 2      |
| 3     | Hannele Valkonen         | 1    | 1      | -      | 2      |
| 3     | Tatjana Wlassowa         | 1    | 1      | -      | 2      |